# Muschelantenne
Die Muschelantenne ist eine Antenne für Mikrowellen und zählt zu den Reflektorantennen.

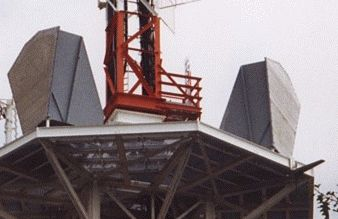
Muschelantennen

Der Reflektor einer Muschelantenne besteht aus einem fern dessen Achse gelegenen Paraboloid-Ausschnitt, der vom Erreger (meist einem Hornstrahler) schräg von außerhalb der Strahlungsrichtung angestrahlt wird. Eine Anstrahlung von unten bewirkt, dass die Parabolfläche selbst und auch der Erreger vor Niederschlag geschützt sind.
Durch Gestaltung und Anordnung des Erregers lässt sich die Ausleuchtung der Kalotte und damit das Richtdiagramm beeinflussen.
Manchmal bis zum Paraboloid reichende metallische Seitenwände führen zur Paraboloid-Hornantenne, bewirken eine Verbesserung des horizontalen Richtdiagrammes und stabilisieren die Parabolfläche. Durch weiteres Vorziehen der Seitenwände lässt sich die Dämpfung der seitlichen Abstrahlung noch steigern. Die Öffnung in Abstrahlrichtung kann mit einer senkrechten Isolierstoff-Wand verschlossen werden, wodurch diese Antennen besser und einfacher vor Niederschlag geschützt werden können als andere Antennen. 
Muschelantennen werden überall dort im Richtfunk eingesetzt, wo hohe Anforderungen an die Abhörsicherheit, elektromagnetische Verträglichkeit und Witterungsbeständigkeit zu erfüllen sind, da sie gegenüber koaxialen Parabolantennen eine bessere Richtcharakteristik aufweisen.